# Tom Dvorak
Tom Dvorak (* 15. Juli 1965 in Braunschweig, Niedersachsen) ist ein kanadischer Dressurreiter und Trainer.
In Deutschland geboren und aufgewachsen, zog er 1982 mit seiner Familie nach Kanada.
Dvorak ist mit Ellen verheiratet und lebt in Hillsburgh, Ontario. Seine Tochter Alexandra ist ebenfalls im Sport aktiv.

## Werdegang
Tom Dvorak begann im Alter von 12 Jahren zu reiten.
Nachdem die Familie 1982 nach Kanada zog, wurde er Mitglied der kanadischen Mannschaft der Jungen Reiter.
1990 repräsentierte er Kanada, im Sattel von World Cup, bei den Weltreiterspielen in Stockholm.
1993 war er mit Assanti Mitglied des siegreichen Teams bei der Nordamerikanischen Meisterschaft.
1996 startete er beim Weltcup in Los Angeles. Im selben Jahr startete er mit World Cup bei den Olympischen Spielen in Atlanta.
1998 startete er beim Weltcup-Finale in Göteborg.
2007 gewann er im Sattel von Beaumarchais Team-Silber bei den Panamerikanischen Spielen in Rio de Janeiro.
2011 wird er mit Viva’s Salieri W bei den Panamerikanischen Spielen in Guadalajara (Mexiko) starten.

## Pferde
- Beaumarchais (* 1994), brauner Hannoveraner-Wallach, Vater: Warkant, Muttervater: Charmeur
- Viva’s Salieri W, Besitzer: Augustine & Christine Walch